# Santa Isabel (Portoryko)
Santa Isabel – miasto w Portoryko, w gminie Santa Isabel.